# Sneakerella
Sneakerella es una película de comedia musical estadounidense de 2022 dirigida por Elizabeth Allen Rosenbaum y escrita por David Light y Joseph Raso, Tamara Chestna, Mindy Stern y George Gore II. Una reinvención del clásico cuento de hadas La Cenicienta, la película está protagonizada por Chosen Jacobs, Lexi Underwood, Devyn Nekoda, Bryan Terrell Clark, Kolton Stewart, Hayward Leach, Robyn Alomar, Yvonne Senat Jones, Juan Chioran y John Salley.
Producida por Disney Channel y Jane Startz Productions, la película se estrenó en Disney+ el 13 de mayo de 2022. La película recibió críticas generalmente positivas de los críticos.

## Reparto
- Chosen Jacobs como El, un aspirante a diseñador de sneakers de Queens que trabaja como mozo de almacén en la zapatería de su difunta madre.[3]
- Lexi Underwood como Kira King, la bella y «ferozmente independiente» hija de Darius King.[3]
- John Salley como Darius King, un magnate de sneakers y ex estrella de baloncesto.[3]
- Yvonne Senat Jones como Denise King, esposa de Darius.[3]
- Devyn Nekoda como Sami, la mejor amiga abiertamente lesbiana de El.[3]
- Juan Chioran como Gustavo, un vecino amistoso de El.[3]
- Robyn Alomar como Liv, la hermana de Kira.[3]
- Bryan Terrell Clark como Trey, el padrastro sobrecargado de El que dirige la zapatería de su difunta esposa, de quien El mantiene en secreto su talento como diseñador de sneakers.[3]
- Kolton Stewart como Zelly, el hermanastro mezquino de El, de quien El mantiene en secreto su talento como diseñador de sneakers.[3]
- Hayward Leach como Stacy, el hermanastro mezquino de El y hermano de Zelly, de quien El mantiene en secreto su talento como diseñador de sneakers.[3]
- Mekdes Teshome como Rosie, la difunta madre de El que fue amada por todos.[4]
- Elia Press como Sneakerhead, siempre al acecho de las últimas novedades en sneakers.[3]
- Andrew Ward como Sneaker Buster, un popular influencer de redes sociales autenticador de sneakers.[3]
- William Crockett como Sneak-Disser, un rapero de batalla conocido por sus patadas frescas.[3]

## Producción

### Desarrollo

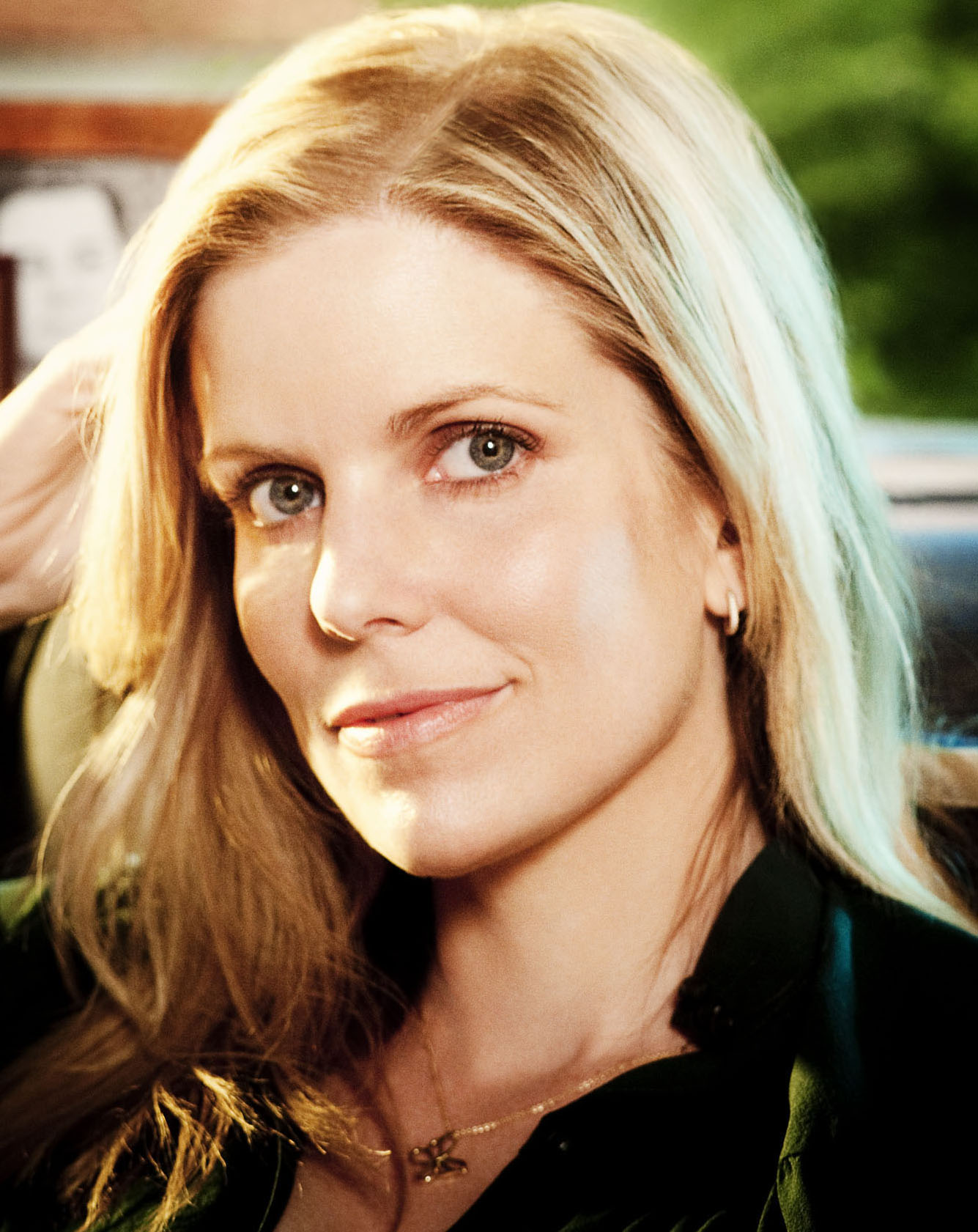
Directora Elizabeth Allen Rosenbaum

El 14 de febrero de 2020, se informó que Disney estaba desarrollando Sneakerella, una reinvención moderna de la historia de Cenicienta centrada en la cultura de los sneakers, para Disney+. Se anunció que David Light y Joseph Raso, Tamara Chestna, Mindy Stern y George Gore II escribirían el guion de la película.
El 11 de agosto de 2020, se informó que Elizabeth Allen Rosenbaum dirigiría la película. También se informó que la preproducción de la película ya comenzó.
El 21 de octubre de 2020, se anunció que Chosen Jacobs, Lexi Underwood, John Salley, Yvonne Senat Jones, Devyn Nekoda, Juan Chioran, Robyn Alomar, Bryan Terrell Clark, Kolton Stewart y Hayward Leach participarían en la película. También se informó que Allen sería coproductor ejecutivo de la película, con Jane Startz y Rachel Watanabe-Batton como productoras ejecutivas. Se informó que Disney Channel estaba produciendo la película.

### Rodaje
El rodaje originalmente estaba programado para comenzar en mayo de 2020 en Toronto y Hamilton, Ontario, Canadá, pero se pospuso debido a la pandemia de COVID-19. La producción de Sneakerella comenzó el 19 de octubre de 2020 y finalizó el 9 de diciembre de 2020.

## Música
La banda sonora de la película se lanzó el 13 de mayo de 2022, el mismo día de la película. Junto con las canciones originales creadas para la película, también presenta una versión de «A Dream Is a Wish Your Heart Makes» de la película animada de Disney de Cenicienta, cantada por Chosen Jacobs y Lexi Underwood.

## Lanzamiento
Originalmente, Sneakerella estaba programada para ser lanzada en 2021. El lanzamiento se cambió al principio al 18 de febrero de 2022 en Disney+, pero luego se retrasó al 13 de mayo de 2022. Si bien inicialmente se informó que se retrasó nuevamente, su fecha de lanzamiento del 13 de mayo se confirmó en abril.

## Recepción
En el sitio web del agregador de reseñas Rotten Tomatoes, el 100% de las reseñas de 12 críticos son positivas, con una calificación promedio de 7.70/10.
Courtney Howard de Variety descubrió que la película logra ser una versión satisfactoria y refrescante de Cenicienta, elogió la narrativa por su enfoque contemporáneo en los puntos de la trama del cuento original, elogió las actuaciones del elenco y la química entre los personajes, al tiempo que elogió la banda sonora y el vestuario de la película, a pesar de afirmar que la película todavía ofrece algunos clichés. Radhika Menon de Decider descubrió que la película ofrece una sólida perspectiva moderna sobre Cenicienta a través de su historia con cambio de género y la diversidad de su elenco, elogió el humor y la química entre los personajes, al tiempo que elogió las canciones de la película, haciendo comparaciones con Hamilton e In the Heights. Jennifer Green de Common Sense Media calificó la película con 4 de 5 estrellas y afirmó que la película promueve diferentes mensajes positivos, como ser fiel a uno mismo y la dificultad de las mujeres para convertirse en empresarias, descubrió que la película logra representar varios modelos a seguir que son positivos, al tiempo que elogia la diversidad entre los personajes a través de sus orígenes nacionales y su sexualidad. Amy Amatangelo de Paste calificó la película con 7,6 sobre 10 y encontró a Jacobs y Underwood carismáticos y encantadores a lo largo de la película, aclamó las canciones y la coreografía, pero encontró que algunos puntos de la trama no tenían sentido, mientras afirmaba que el personaje de Nekoda no estaba desarrollado. Abhishek Srivastava de The Times of India calificó la película con 3,5 de 5 estrellas y afirmó que la película recuerda los sellos distintivos de los éxitos de taquilla de Bollywood con su trama, colores y diferentes canciones, afirmó que la película logra proporcionar una nueva versión efectiva de Cenicienta, mientras elogia las actuaciones del elenco.